# رابین دانبار
رابین ایان مک‌دونالد دانبار (انگلیسی: Robin Ian MacDonald Dunbar؛ زادهٔ ۲۸ ژوئن ۱۹۴۷) انسان‌شناس و روان‌شناس فرگشتی بریتانیایی و متخصص در رفتار نخستی‌هاست. وی در حال حاضر رئیس گروه تحقیقاتی علوم اعصاب اجتماعی و فرگشتی در گروه روان‌شناسی تجربی دانشگاه آکسفورد است. وی بیشتر برای فرمول‌بندی عدد دانبار شناخته شده است.

## در فرهنگ عامه
دانبار در فصل ۴، قسمت ۲۰ تئوری بیگ بنگ، زمانی که ایمی فارا فاولر در حال صحبت با شلدون کوپر در حین گوش دادن به سخنرانی توسط برایان گرین (۲۰۱۱) هستند.
دانبار یک شخصیت برجسته در اقتباس از کتاب یووال نوح هراری به نام «انسان خردمند: تاریخ مختصر بشر» در رمان گرافیکی (۲۰۲۰) است.
شرح کار دانبار در پایان رمان بلیک کراوچ «ارتقا» (۲۰۲۲) آمده است.

## آثار

### دین چگونه تکامل یافت و چرا دوام آورده است؟
این کتاب برای اولین بار در ۱ آوریل ۲۰۲۲ منتشر شد. رابین دانبار، یک انسان‌شناس و روان‌شناس فرگشتی بریتانیایی و متخصص در رفتار نخستی‌سانان در این کتاب تصمیم گرفته است یکی از پیچیده‌ترین موضوعات را برای هر دانشمندی مطرح کند: دین یک تعریف مینیمالیستی از دین ممکن است اعتقاد به نوعی جهان ماورایی باشد که در آن موجودات روحی یا نیروها ساکن هستند. رابین دانبار استدلال می‌کند که دین برای کمک به پیوند گروه‌های اجتماعی بزرگ غیرمعمول ما تکامل یافته است و بعد از شروع زندگی ما در دهکده‌ها و شهرهای بزرگ از حدود ۸۰۰۰ سال پیش اهمیت ویژه‌ای پیدا کرد. بسیاری از مردم به دینی که به آن تعلق دارند پایبند هستند، صرفاً به این دلیل که در آن متولد شده و در آن بزرگ شده‌اند. آن‌ها به اندازه‌ای از احساس تعلق راضی هستند که ارزش آن را زیر سؤال نبرند یا به این دلیل که نمی‌خواهند با کسی که برای عقیده و دوستی او ارزش قائل هستند درگیر شوند.
سربازگیری از طریق تولد احتمالاً مهم‌ترین راهبرد برای رشد یک فرقه است، زیرا کودکانی که در یک مذهب یا فرقه بزرگ می‌شوند، به آسانی اخلاق فرقه را جذب می‌کنند و تا آخر عمر تحت تأثیر آن باقی می‌مانند. وقتی شرایط اقتصادی خوب باشد و نابرابری ثروت کم باشد، علاقه به دین کاهش می‌یابد.
در قلب عاطفی دین، همان‌طور که دانبار آن را می‌بیند، چیزی است که او آن را «مقام عرفانی» می‌نامد، که شامل «استعداد برای ورود به حالت‌های خلسه مانند»، «اعتقاد به یک جهان ماورایی (یا روح)» و «یک باور» است. که «بتوانیم از قدرت (های) پنهان برای کمک به ما فراخوانی کنیم.» دانبار در این کتاب شواهدی را که نشان می‌دهد دین مردم را سالم‌تر و شادتر می‌کند و نقش دین در ایجاد حس انسجام را بررسی می‌کند (که ظاهراً به این معنی است که جوامع مذهبی نسبت به مشابه‌های سکولار خود بزرگ‌تر و ماندگارتر هستند). در حالی که دیگر نخستی‌سانان درگیری‌ها را حل می‌کنند و انسجام را در گروه‌های بسیار کوچک‌تر عمدتاً با انجام نظافت متقابل (توضیح: نخستی‌سانان «نظافت اجتماعی» انجام می‌دهند، که اساساً نوازش آهسته فرد دیگری است که سیستم اندورفین را تحریک می‌کند و منجر به پیوند اجتماعی (با واسطه شیمیایی و شناختی) می‌شود) پیوند با یکدیگر را حفظ می‌کنند، انسان‌ها برای رها کردن اندورفین‌ها و غلبه بر تنش‌های اجتناب‌ناپذیر به خندیدن، آواز خواندن، رقصیدن و جشن گرفتن - و آیین‌های مذهبی/مناسک تکیه می‌کنند. با این حال، با بزرگ‌تر شدن جوامع، برای جلوگیری از فروپاشی، به اشکال دینی پیچیده‌تر و شبیه به قانون نیاز است. کتاب چگونه دین تکامل یافت بینش‌هایی را در مورد اینکه چرا «همه ادیان بزرگ جهان در محدوده عرضی بسیار باریک ناحیه نیمه گرمسیری شمالی که بلافاصله بالای مناطق استوایی قرار دارد، پدید آمدند» ارائه می‌دهد. برخلاف بسیاری از نویسندگان در مورد چنین مضامینی، او تا حد زیادی علاقه‌ای به حقیقت یا غیر حقیقت داشتن ادعاهای مذهبی ندارد و در مورد آسیب‌های ناشی از ادیان حرفی برای گفتن ندارد، اگرچه او به «خشونت ستیزه‌جویانه» آنها و بی‌بند و باری غارتگرانه‌ای که در میان افراد کاریزماتیک می‌یابیم، اشاره می‌کند. او به عنوان نمونه‌هایی از امپراتوری‌هایی که از دین به عنوان ابزار انقیاد استفاده می‌کردند به مصر فراعنه، امپراتوری روم، آزتک‌ها و امپراتوری‌های اسلامی اوایل قرون وسطی اشاره می‌کند. اما ذکر می‌کند که این امر در مورد سایر امپراتوری‌های ناهمگن مانند امپراتوری بریتانیا و امپراتوری عثمانی صدق نمی‌کند.
او بیان می‌کند: «هیچ فرهنگ شناخته شده‌ای وجود ندارد که نوعی دین نداشته باشد.» مذاهب، یا بهتر است بگوییم انگیزه‌هایی که آنها را به حرکت درمی‌آورند، در اعماق ذات انسان هستند و در همه چیز از کالاهای درون قبرهای پارینه سنگی گرفته تا فرقه‌های/کالت‌های عصر جدید دین قابل مشاهده است. این تمایلات متنوع هستند اما دو مورد برجسته هستند. اولین مورد نیاز ما به پیوند است. انسان‌ها حیواناتی بسیار اجتماعی هستند. اجداد ما شیوه‌های مشترک خاصی را برای پیوند توسعه دادند - آواز خواندن، رقصیدن، غذا خوردن، قصه‌گویی - که وقتی به صورت تشریفاتی یا همزمان انجام می‌شوند، همان اثر پیوندی را دارند. دومین نیاز کلیدی ما را فراتر از این نقش «کارکردی» می‌برد. انسان‌ها نسبت به امر متعالی مستعد هستند. احساس اینکه بخشی از چیزی عمیق‌تر و متعالی‌تر از خودمان هستیم، تقریباً جهانی است البته به نظر نویسنده هیچ‌کدام از اینها به این معنی نیست که چنین احساساتی لزوماً واقعی هستند. همه اینها دفاعیه نویسنده از دین به نظر می‌رسد، اما اینطور نیست. دانبار عنوان می‌کند که همان اصرارهای مذهبی که باعث ایجاد رفتار اجتماعی طرفدار در درون گروه می‌شود، می‌تواند رفتار ضداجتماعی در خارج از آن را نیز برانگیزد - هرچه انسان‌ها بیشتر با هم در دین مشترک پیوند برقرار کند، اشتراکات آنها با پیروان سایر ادیان کمتر می‌شود و هنگامی که هویت مذهبی توسط دولت مورد حمایت قرار گیرد، نتیجه می‌تواند فاجعه بار باشد. نتیجه‌گیری او چنین است - که دین یک ویژگی عمیقاً انسانی است و اینکه «چیزی که جایگزین [آن] در امور انسانی شود دشوار است.»